# Gongropteryx moscata
Gongropteryx moscata är en fjärilsart som beskrevs av Felix Bryk 1913. Gongropteryx moscata ingår i släktet Gongropteryx och familjen mätare. Inga underarter finns listade i Catalogue of Life.